# Torneo de Charleston 2023
El Credit One Charleston Open 2023 fue un evento de tenis WTA 500 en la rama femenina. Se disputó en Estados Unidos, en el Family Circle Tennis Center de Daniel Island, Charleston, Carolina del Sur del 3 al 9 de abril.

## Distribución de puntos
| Modalidad           | Campeona | Finalista | Semifinales | Cuartos de final | 3ª ronda | 2ª ronda | 1ª ronda | Clasificadas | 2ª ronda de clasificación | 1ª ronda de clasificación |
| Individual femenino | 470      | 305       | 185         | 100              | 55       | 30       | 1        | 25           | 13                        | 1                         |
| Dobles femenino     | 470      | 305       | 185         | 100              | -        | -        | 1        | -            | -                         | -                         |

## Cabezas de serie

### Individuales femenino
| Tenista               | Ranking | Preclasificada |
| Aryna Sabalenka       | 2       | 1              |
| Jessica Pegula        | 3       | 2              |
| Ons Jabeur            | 5       | 3              |
| Daria Kasatkina       | 8       | 4              |
| Belinda Bencic        | 9       | 5              |
| Veronika Kudermetova  | 11      | 6              |
| Victoria Azarenka     | 16      | 7              |
| Ekaterina Alexandrova | 18      | 8              |
| Magda Linette         | 19      | 9              |
| Madison Keys          | 21      | 10             |
| Jeļena Ostapenko      | 22      | 11             |
| Martina Trevisan      | 24      | 12             |
| Shuai Zhang           | 27      | 13             |
| Anhelina Kalinina     | 28      | 14             |
| Paula Badosa          | 29      | 15             |
| Danielle Collins      | 30      | 16             |

- Ranking del 20 de marzo de 2023.[2]

### Dobles femenino
| Tenista                         | Ranking | Preclasificada |
| Giuliana Olmos Ena Shibahara    | 31      | 1              |
| Shuai Zhang Kristina Mladenovic | 38      | 2              |
| Caroline Dolehide Storm Hunter  | 49      | 3              |
| Nicole Melichar Alycia Parks    | 57      | 4              |

- Ranking del 20 de marzo de 2023.[3]

## Campeonas

### Individual femenino
Ons Jabeur venció a   Belinda Bencic por 7-6(8-6), 6-4

### Dobles femenino
Danielle Collins /  Desirae Krawczyk vencieron a  Ena Shibahara /  Giuliana Olmos por 0-6, 6-4, [14-12]